# 徐韬 (导演)
徐韬（1910年—1966年），原名徐保斋，男，江苏邳县人，中国电影艺术家，上海电影制片厂导演。